# 나카교구
나카교구(일본어: 中京区)는 일본 교토부 교토시를 구성하는 11개 구 중 하나이다. 근래에 도심 회귀 현상이 진행되어 2005년에 추계인구가 1985년 이래 20년 만에 10만 명대를 회복했다. 특히 남부의 메이린 학구나 혼노 학구에서의 인구 증가가 현저하다. 이러한 지역은 육아에 적절한 시내의 유수한 문교지구로 최근에 주목받고 있다.

## 역사
1929년 4월 1일에 교토시의 증구로 옛 가미교구의 남부와 옛 시모교구의 북부가 나카교구가 되었다.

## 교통

### 철도
- 교토시 교통국(교토 시영 지하철)
  - 가라스마선
    - (← 가미교구 이마데가와역) - 마루타마치역 - 가라스마오이케역 - (시모교구 시조역 →)

  - 도자이선
    - (← 우쿄구 우즈마사텐진가와역) - 니시오지오이케역 - 니조역 - 니조조마에역 - 가라스마오이케역 - 교토시야쿠쇼마에역 - (히가시야마구 산조케이한역 →)

- 서일본 여객철도
  - 산인 본선
    - (← 시모교구 단바구치역) - 니조역 - 엔마치역 - (우쿄구 하나조노역 →)

- 한큐 전철
  - 교토 본선
    - (← 우쿄구 사이인역) - 오미야역 - (시모교구 가라스마역 →)

- 게이후쿠 전기 철도
  - 아라시야마 본선(일본어판)
    - (← 시모교구 시조오미야역) - 사이인역 - 니시오지산조역 - (우쿄구 야마노우치역 →)

### 도로
- 국도 제367호선 (일본)(일본어판)

## 인구
| 연도  | 인구    | ±%     |
| ----- | ------- | ------ |
| 1930  | 163,890 | —      |
| 1940  | 172,824 | +5.5%  |
| 1950  | 155,522 | −10.0% |
| 1960  | 163,572 | +5.2%  |
| 1970  | 130,482 | −20.2% |
| 1980  | 105,921 | −18.8% |
| 1990  | 94,676  | −10.6% |
| 2000  | 95,038  | +0.4%  |
| 2010  | 105,306 | +10.8% |
| 2015  | 109,341 | +3.8%  |
| 출처: |         |        |